# Ventenata dubia
Ventenata dubia là một loài thực vật có hoa trong họ Hòa thảo. Loài này được (Leers) Coss. & Durieu miêu tả khoa học đầu tiên năm 1856.

## Hình ảnh

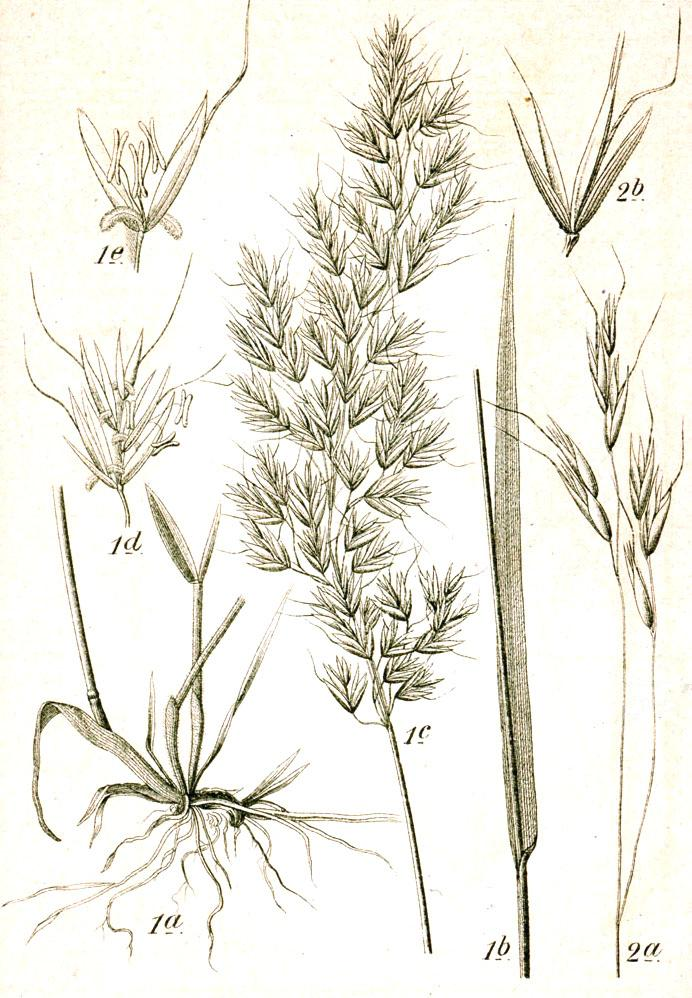
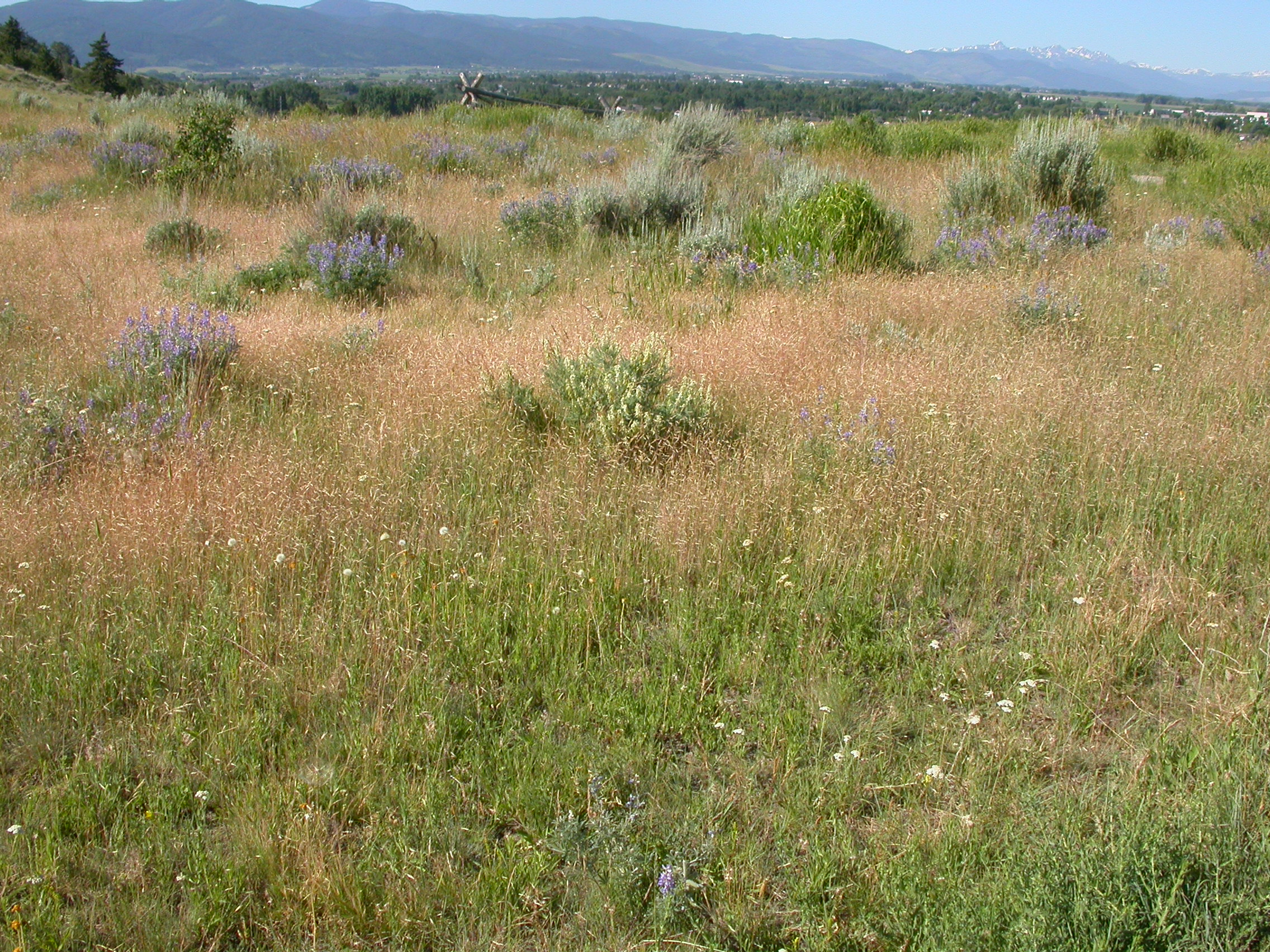
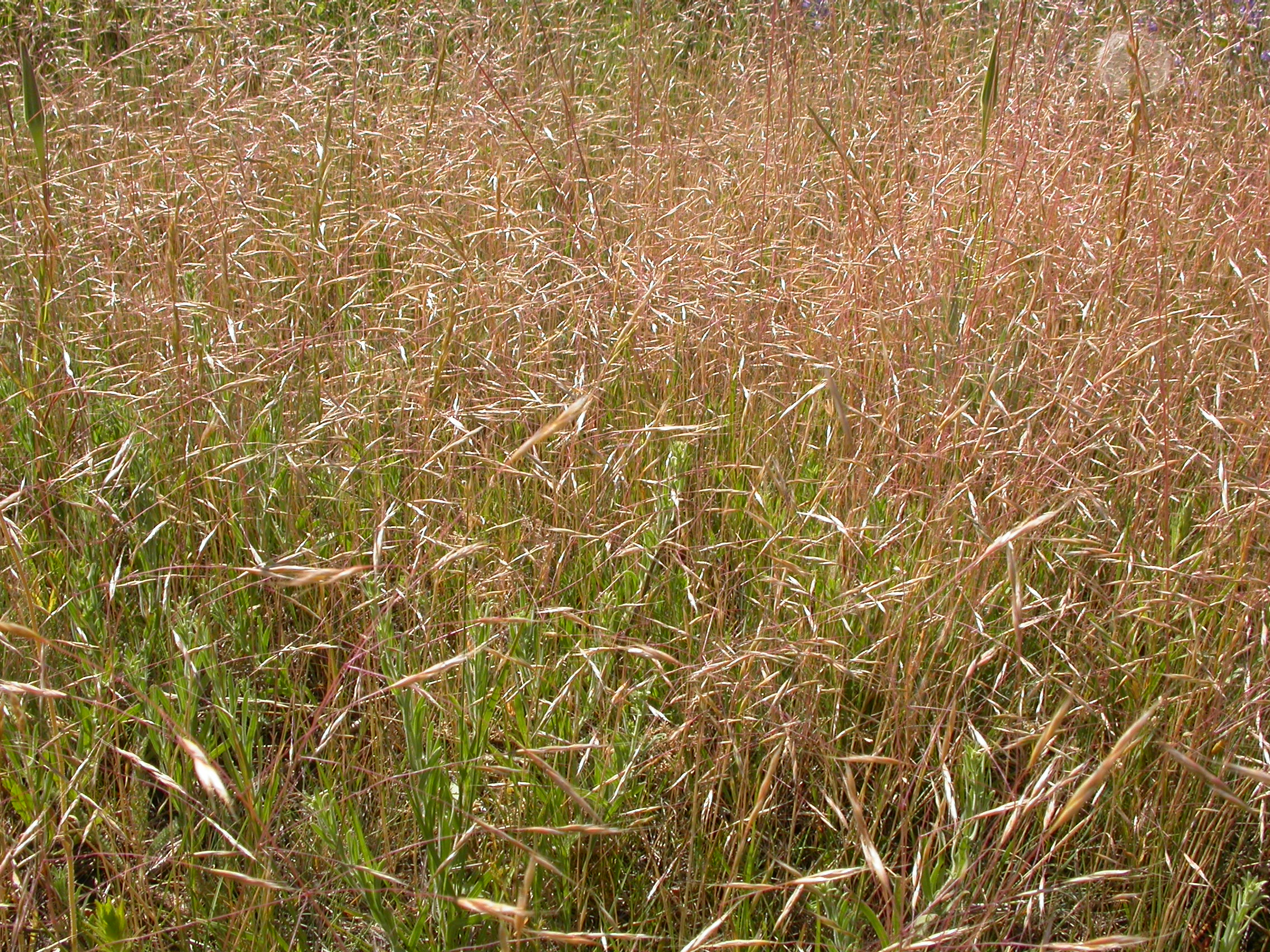
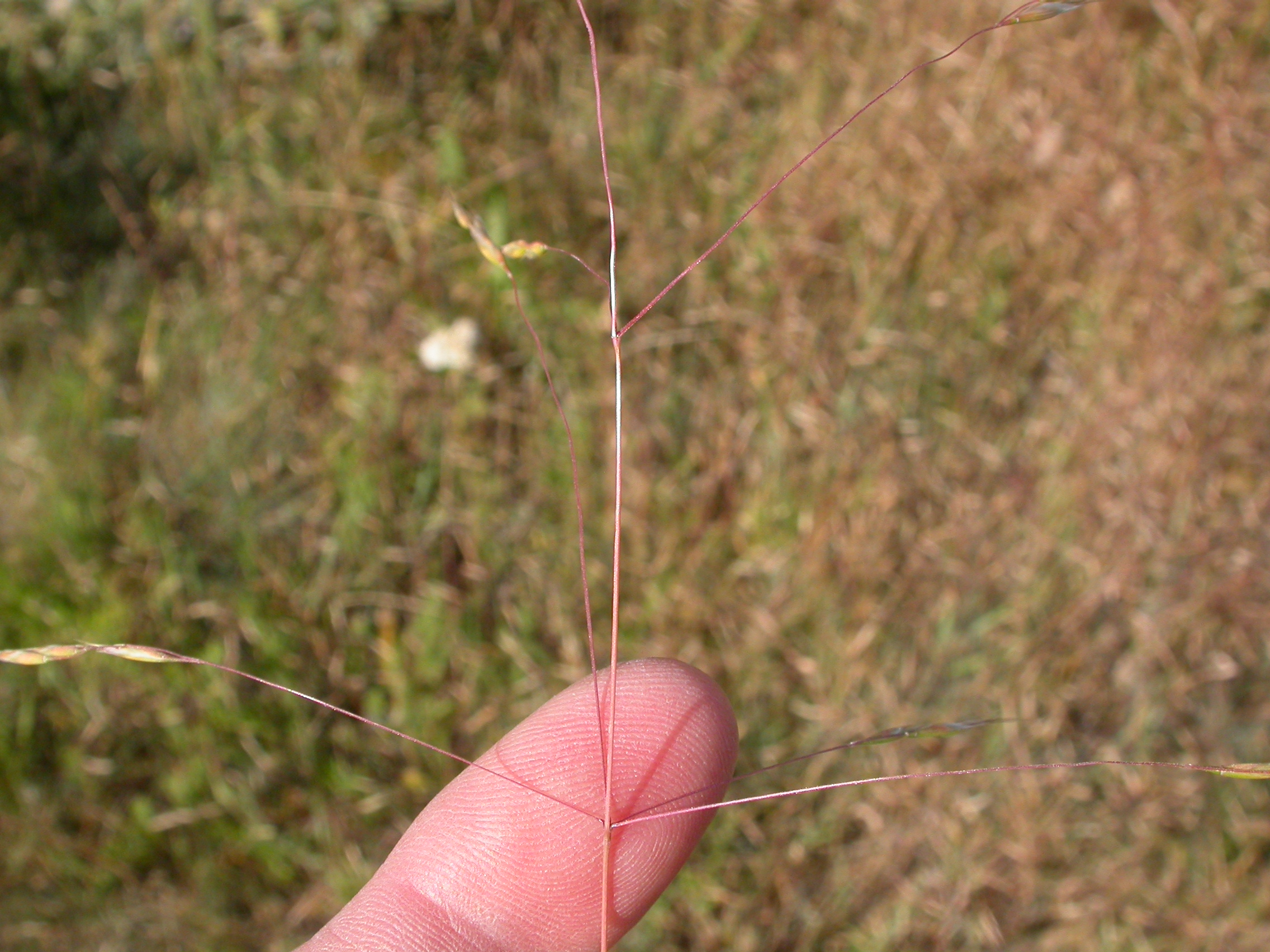